# Ben Blankenship
Ben Blankenship (né le 15 décembre 1989 à Stillwater dans le Minnesota) est un athlète américain spécialiste des courses de demi-fond.

## Palmarès
| Date | Compétition                    | Lieu           | Résultat | Épreuve   | Temps         |
| ---- | ------------------------------ | -------------- | -------- | --------- | ------------- |
| 2015 | Relais mondiaux de l'IAAF      | Nassau         | 1er      | r. medley | 9 min 15 s 50 |
| 2016 | Jeux olympiques                | Rio de Janeiro | 8e       | 1 500 m   | 3 min 51 s 09 |
| 2018 | Championnats du monde en salle | Birmingham     | 5e       | 1 500 m   | 3 min 58 s 89 |

### Records
| Épreuve | Performance   | Lieu      | Date             |
| ------- | ------------- | --------- | ---------------- |
| 1 500 m | 3 min 34 s 26 | Bruxelles | 9 septembre 2016 |